# Адам Вільгельм Мольтке
Адам Вільгельм Мольтке (25 серпня 1785 — 15 лютого 1864) — прем'єр-міністр Данії з 1848 до 1852 року. Став першим головою уряду після встановлення конституційної монархії в Данії.

## Життєпис
Був онуком Адама Готтлоба Мольтке, соратника Фредеріка V, й сином прем'єр-міністра Йоахіма Годске Мольтке. Народився у Ейнсідельсборзі на острові Фюн. У дитинстві Мольтке навчався у Якоба Пітера Мінстера, який згодом став єпископом Зеландії.
Він був відомим як гуманний і патріархальний сквайр, але не був видатним політичним діячем. З 1845 р. — міністр фінансів. Під час падіння останнього абсолютизького уряду його було відправлено у відставку, але через декілька днів Мольтке переконали сформувати новий національний уряд.
Мольтке успадкував титут свого батька графа Брегентведа у 1818 році. Він також був власником Мерлесегорда на північ від Рінгстеда та Софієдала.
Був двічі одруженим. Його перша дружина, Фредерікке Луїза Кнут (1797–1819), померла в 1819 році. Після смерті Фредерікке він одружився з Марією Елізабет Кнут (1791–1851), її сестрою. У Марії Елізабет і Адама було двоє дітей: Фредерік Георг Юліус Мольтке (1825–1875) та Крістіан Мольтке (1833–1918), який одружився з Кароліною Амалією з Даннескілд-Самсе (1843–1876) у 1865 році.
Адам Вільгельм Мольтке помер 15 лютого 1864 року в Копенгагені й похований у похоронній каплиці Мольтке в церкві Карісе в муніципалітеті Факс.
У 1829 році лейтенант Вільгельм Август Граа (1793–1863) назвав мис Мольтке в Гренландії його ім’ям.